# Endereçamento de proteína
Endereçamento de proteína, direcionamento de proteína ou ordenação de proteínas é o mecanismo biológico pelo qual proteínas são transportadas para seus destinos apropriados dentro ou fora da célula. As proteínas podem ser direcionadas para o espaço interno de uma organela, diferentes membranas intracelulares, uma membrana plasmática, ou para o exterior da célula via secreção.  As informações contidas na própria proteína direcionam esse processo de entrega. A classificação correta é crucial para a célula; erros ou disfunção no endereçamento foram associados a várias doenças.

## História

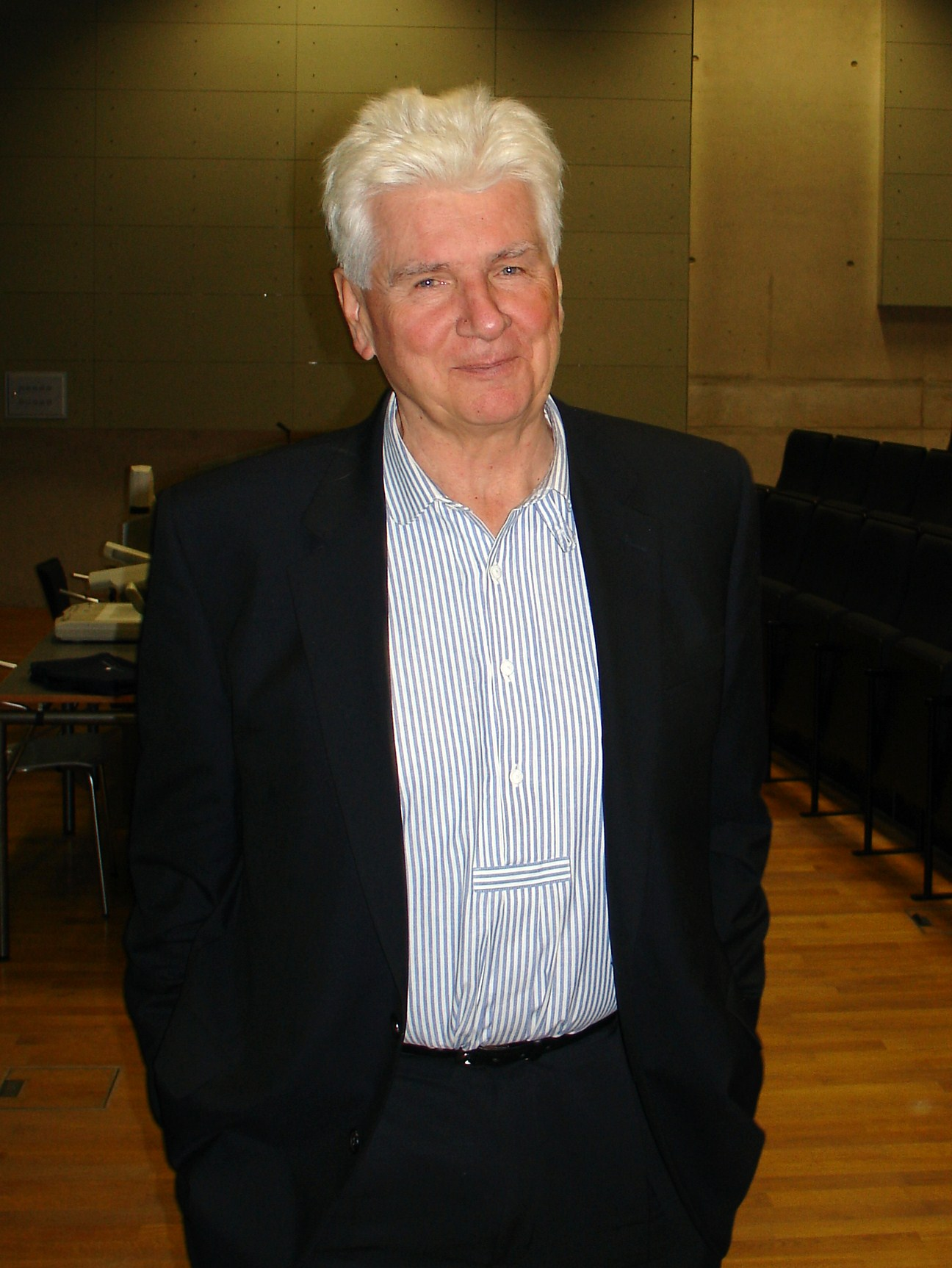
Günter Blobel, recebeu o Prêmio Nobel de Fisiologia em 1999 por sua descoberta de que as proteínas contêm sequências de sinais intrínsecos.

Em 1970, Günter Blobel realizaram experimentos sobre a translocação de proteínas através de membranas.  Blobel,então professor assistente na Universidade Rockefeller, construído sobre o trabalho de seu colega George Palade.  Palade já havia demonstrado que as proteínas não secretadas eram traduzidas por ribossomas livres no citosol, enquanto as proteínas secretadas (e proteínas-alvo, em geral) eram traduzidas por ribossomos ligados ao retículo endoplasmático.  As explicações candidatas na época postulavam uma diferença de processamento entre ribossomos livres e ligados ao ER, mas Blobel levantou a hipótese de que o direcionamento de proteínas dependia de características inerentes às proteínas, em vez de uma diferença nos ribossomos.  Apoiando sua hipótese, Blobel descobriu que muitas proteínas têm uma curta sequência de aminoácidos em uma extremidade que funciona como um código postal especificando um destino intracelular ou extracelular.  Ele descreveu essas sequências curtas (geralmente 13 a 36 resíduos de aminoácidos) como peptídeos sinal ou sequências de sinal e foi premiado com o Prêmio Nobel de Fisiologia de 1999 pelo mesmo.

## Peptídeos sinal
Peptídeos sinal servem como sinais de direcionamento, permitindo que o maquinário de transporte celular direcione as proteínas para locais intracelulares ou extracelulares específicos. Embora nenhuma sequência de consenso tenha sido identificada para peptídeos de sinal, muitos, no entanto, possuem uma estrutura tripartida característica:
1. Uma região hidrófila carregada positivamente perto do N-terminal.
2. Um intervalo de 10 a 15 aminoácidos hidrofóbicos perto do meio do peptídeo sinal.
3. Uma região ligeiramente polar perto do C-terminal, tipicamente favorecendo aminoácidos com cadeias laterais menores em posições que se aproximam do local de clivagem.